# 谭友夫
谭友夫（1917年—1976年），中国人民解放军将领、中国人民解放军开国少将。
曾任中国人民解放军60军副军长。1955年，授予中国人民解放军少将。